# 万鸦老-比通收费公路
万鸦老-比通收费公路（印尼语：Jalan Tol Manado–Bitung）是印度尼西亚北苏拉威西省的一条在建收费高速公路，连接省首府万鸦老和重要海港比通，是跨苏拉威西收费公路网络的一部分。高速公路总长39.9公里，总投资6.7兆印尼盾，分为两个部分：万鸦老-埃尔马迪迪、埃尔马迪迪-比通，将在2018年完工，2019年通车运行，建成后万鸦老至比通的车程将从90-120分钟缩短至45分钟。
高速公路第一段，即万鸦老至埃尔马迪迪段共14.9公里，由政府预算投资，并从中华人民共和国政府借款；第二段即埃尔马迪迪至比通段共25公里，由印尼国营公路服务公司投资。中国建筑工程总公司中标承建高速公路1A路段，截止2016年8月该工程段已完工92%。

## 工程段
- 1A段：万鸦老环形路 - Sukur，全长7.9公里
- 1B段：Sukur - 埃尔马迪迪，全长7公里
- 2A段：埃尔马迪迪 - Danowodu，全长11.5公里
- 2B段：Danowodu - 比通，全长13.5公里[6]

## 资料来源
1. ↑  Sugianto, Danang. . Detik. 2017-05-02  [2017-08-09]. （原始内容存档于2017-08-09） （印度尼西亚语）.
2. ↑  . kppip.go.id. Bidang Perekonomian Republik Indonesia.   [2017-09-24]. （原始内容存档于2017-05-14）.
3. 1 2  . properti.kompas.com. kompas. 2016-10-14  [2017-09-24]. （原始内容存档于2017-09-24）.
4. ↑  . 国务院国有资产监督管理委会. 中国建筑工程总公司. 2015-10-15  [2017-09-19]. （原始内容存档于2017-09-20）.
5. ↑  . www.shangbaoindonesia.com. 印度尼西亚商报. 2016-08-19  [2017-09-19]. （原始内容存档于2017-09-20）.
6. ↑  . www.guojiribao.com. 国际日报. 2017-10-14  [2017-10-20]. （原始内容存档于2019-02-18）.